# Каракул
Каракул (баш. Ҡаракүл) — деревня в Ирныкшинском сельсовете Архангельского района Республики Башкортостан России.

## Население
| 2002 | 2009 | 2010 |
| ---- | ---- | ---- |
| 48   | ↗50  | ↘44  |

Согласно переписи 2002 года, преобладающая национальность — русские (98 %).

## Географическое положение
Расстояние до:
- районного центра (Архангельское): 22 км,
- центра сельсовета (Ирныкши): 7 км,
- ближайшей железнодорожной станции (Приуралье): 28 км.